# Svekofennidy

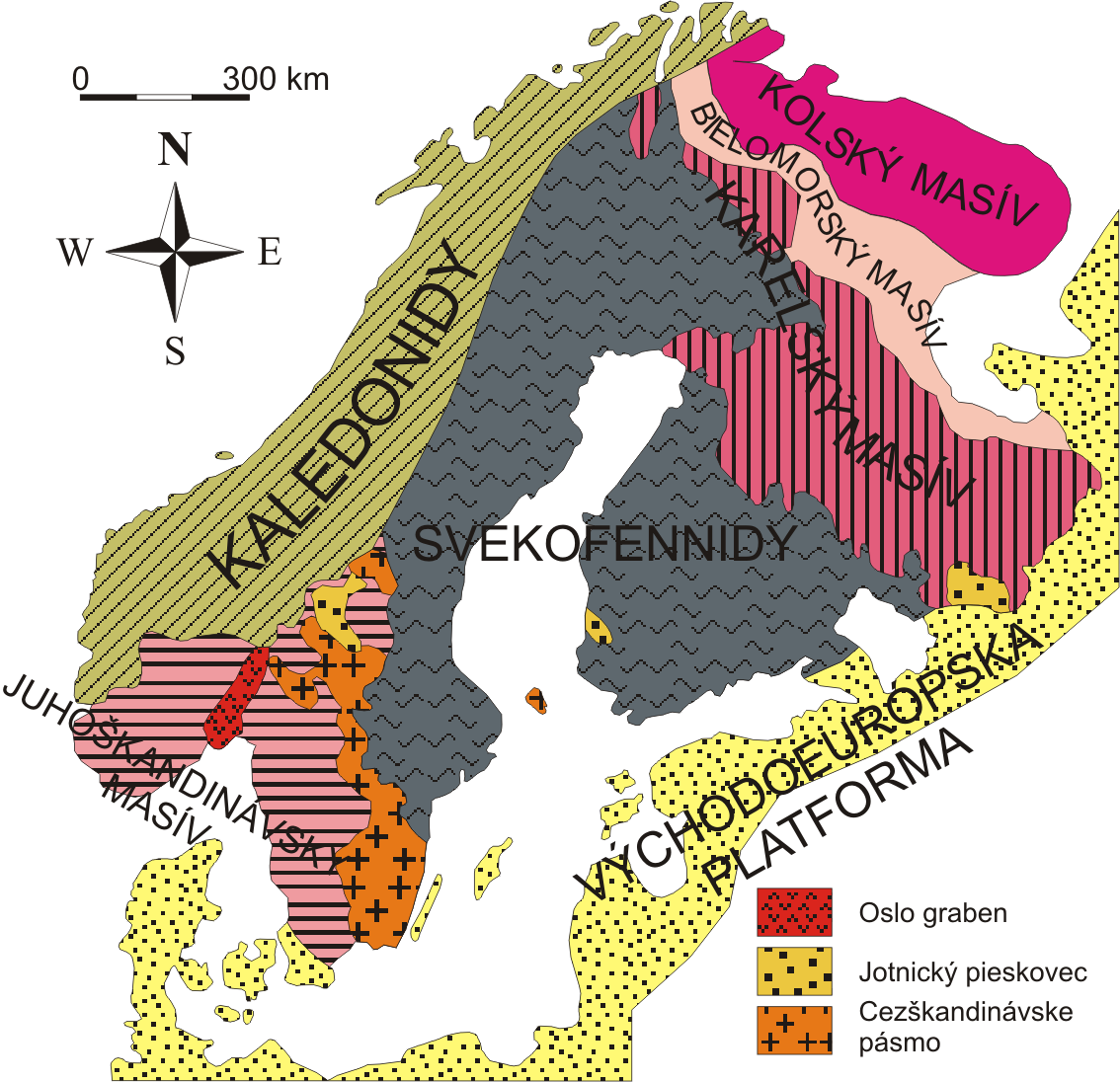
Svekofennidy v Baltickém štítu

Svekofennidy jsou pásemná pohoří východozápadního směru, vzniklá horotvornými pochody na konci archaika v Baltickém štítu. Hlavní pásmo se táhne ze středního Švédska jižním Finskem až k Ladožskému jezeru. Jako Svekofennidy byla tato pohoří pojmenována W. Ramsayem. Kromě hlavního pruhu se k nim počítá severně odtud ležící oblast v okolí města Vaasa ve Finsku, v okolí města Hernösand ve Švédsku a nejjižnější část Švédska s ostrovem Bornholmem.

## Vznik a další vývoj
Svekofennidy tvoří největší regionální geologickou oblast Baltského štítu, dosahují tloušťky okolo 8 km. Jejich hranice s Karelským masivem, je v důsledku metamorfózy zastřena. Jde o asi 1,75 - 1,9 miliardy let staré horniny, jejichž vznik se datuje přibližně do období staršího proterozoika, asi před 1800 miliony let. Událost, při které vznikly, se označuje pojmem svekofenická orogeneze. Zasáhla kromě Finské jezerní provincie rozlehlou oblast dnešního středního a severního Švédska. Nově vzniklé pohoří bylo tehdy vysoké asi jako dnešní Alpy, ale v průběhu 1,8 miliardy let bylo erozí téměř úplně zarovnáno. Svekofenická část Baltského štítu je tvořena z velké části granitoidními horninami. Hlubinné vyvřeliny zabírají asi 52% rozlohy. Další velkou skupinou jsou přeměněné horniny, například páskované ruly (migmatity) a svory.
| Přehled rozdělení | prekambria v Baltickém štítu |                                                    |
| ----------------- | --- | -------------------------------------------------- |
| Nadloží           | spodní kambrium diskordance |                                                    |
| Starohory         | sparagmitová série diskordance jotnien hoglandien a serie Noppi diskordance orogeneze (Gotokarelidy) xx karelská série xx velká diskordance | xx xx <žuly rapakivi xx jatulien kalevien ladogien |
| Prahory           | velká orogeneze (Svekofennidy) botnien svionien marealbidy (nejstarší horniny Baltického štítu)                                             |                                                    |

Po vyvrásnení Svekofeníd a po intruzích žul nastalo dlouhé období geologického klidu a působení eroze a denudace. Tím území postupně získávalo dnešní charakter. Poslední větší změny nastaly během minulé doby ledové v období 115 000-10 000 let před současností. Obrovská masa ledu, mocná až 3 km přikryla celé území dnešního jižního a středního Finska. Po oteplení podnebí začal led ustupovat. Asi před 13 000 lety dosáhla jeho hranice dnešní linie jižního pobřeží Finska.